# Ønslev Sogn
Ønslev Sogn 
ist eine Kirchspielsgemeinde (dän.: Sogn)
auf der Insel Falster im südlichen Dänemark.
Bis 1970 gehörte sie zur Harde Falsters Nørre Herred im damaligen Maribo Amt, danach zur Nørre Alslev Kommune im Storstrøms Amt, die im Zuge der  Kommunalreform zum 1. Januar 2007 in der Guldborgsund Kommune in der Region Sjælland aufgegangen ist.
Im Kirchspiel leben 684 Einwohner, davon 383 im Kirchdorf (Stand: 1. Januar 2023).
Im Kirchspiel liegt die Kirche „Ønslev Kirke“.
Nachbargemeinden sind im Nordwesten Nordvestfalster Sogn, im Nordosten Eskilstrup Sogn und im Südosten Tingsted Sogn.